# Petrodivisa
Petrodivisa es un neologismo otorgado a cualquier divisa que se emplee 1) en las transacciones petroleras internacionales y 2) para determinar el precio del petróleo en los mercados mundiales.
En general, y en la actual situación, se llama petrodivisa al dinero guardado en dólares de un país que exporta altos volúmenes de petróleo como son los países miembros de la OPEP. A medida que el precio del petróleo aumenta, el ingreso de estos países sube y la exportación de petróleo se constituye en el elemento más importante de sus economías, lo cual debería fortalecer la moneda nacional del país exportador al obtener una balanza de pagos más beneficiosa. 
El dólar estadounidense ha sido -en los hechos- la única petrodivisa dominante en el mercado a pesar de que Estados Unidos no exportan petróleo. Esto se debe principalmente a dos razones: primera, la gigantesca producción industrial de los Estados Unidos, que da sustento económico al poderío del dólar y le permite ser la moneda "hegemónica" en el comercio internacional; segunda, que los países productores del crudo suelen ser menos industrializados que sus clientes (EE. UU., Europa Occidental, Japón) dotados de monedas con mayor poder adquisitivo y entonces -para obtener esas monedas "fuertes"- deben valorizar el petróleo en dólares estadounidenses y así comerciarlo en los mercados internacionales.
Una condición para que una moneda pueda ser considerada como petrodivisa es su estabilidad económica a largo plazo. La estabilidad a largo plazo de una petrodivisa solo puede ser garantizada por grandes volúmenes de reservas de petróleo del país que emite la divisa y así evitar que una repentina escasez de petróleo quite valor a la "petrodivisa". Otra condición es que el precio del petróleo se mantenga alto en el mercado mundial por un largo periodo de tiempo y así el país exportador obtenga una balanza de pagos favorable por muchos años. 
Como estas condiciones no siempre se cumplen a la vez, las monedas de países productores sólo alcanzan el grado de petrodivisas en muy pocas ocasiones. Además, la utilización masiva de una fuente de energía alternativa (que puede resultar más barata para algunos países, como el gas natural o la energía nuclear) diferente al petróleo amenaza la estabilidad de las petrodivisas.
Algunos países cuyas monedas podrían utilizarse como petrodivisas debido al alto volumen de sus reservas y de sus exportaciones de petróleo son:
- Arabia Saudita
- Venezuela
- Rusia
- Irán